# ۲۰٬۰۰۰ فرسنگ زیر دریا (فیلم ۱۹۵۴)
۲۰٬۰۰۰ فرسنگ زیر دریا (انگلیسی: 20,000 Leagues Under the Sea) فیلمی در ژانر علمی–تخیلی به کارگردانی ریچارد فلایشر است که در سال ۱۹۵۴ منتشر شد. از بازیگران آن می‌توان به کرک داگلاس، پل لوکاس، جیمز میسون، جوزف مایکل کریگن و پیتر لوری اشاره کرد.

## خلاصه داستان
قایقی فرستاده شده تا اتفاقات اسرارآمیز در دریا را بررسی کند، و در این بین با یک زیر دریایی پیشرفته به نام «ناتیلوس» مواجه می‌شود که توسط «کاپیتان نیمو» هدایت می‌شود…